# Trends Z
Trends Z (voorheen Kanaal Z en in Franstalig België Canal Z) is een Belgische televisiezender toegespitst op economische verslaggeving.

## Geschiedenis
Kanaal Z verscheen in Vlaanderen op 1 februari 1999 op de, toen nog analoge, kabel. De zender was voor de helft in handen van Roularta en voor de helft in handen van het toenmalige Uitgeversbedrijf Tijd, uitgever van de De Financieel-Economische Tijd. Op 15 mei 2000 ging ook de Franstalige tegenhanger Canal Z van start en in 2001 startte in Nederland RTL Z. In 2001 kwamen Kanaal Z en Canal Z ook in Brussel op de kabel. Tijd wou na een paar jaar de verliezen niet meer dragen en begin 2002 verwierf Roularta een meerderheid van 51%. Op het eind van 2002 kwam Kanaal Z volledig in handen van Roularta.
Vanaf 20 april 2009 ging Kanaal Z samenwerken met de VMMa. Kanaal Z maakt gebruik van de technische faciliteiten van VTM, zoals de nieuwsstudio en cameraploegen. De redactie voor het nieuws bevindt zich dan weer in het eerste gebouw van VTM. Ondanks de samenwerking blijft Kanaal Z 100% Roularta-dochter en werd dus niet ondergebracht onder de VMMa (VMMa was gedeeltelijk in handen van Roularta).
In 2010 verschoof kabeldistributeur Telenet de zender van de analoge kabel naar het basispakket van zijn digitale kabel. Sinds juli 2016 is de zender bij Telenet in HD te ontvangen. De zender heet sinds 30 juni 2025 Trends Z, naar het gelijknamige katern Trends van Knack (in Franstalig België heet het katern Tendences en is het onderdeel van Le Vif).

## Programmatie

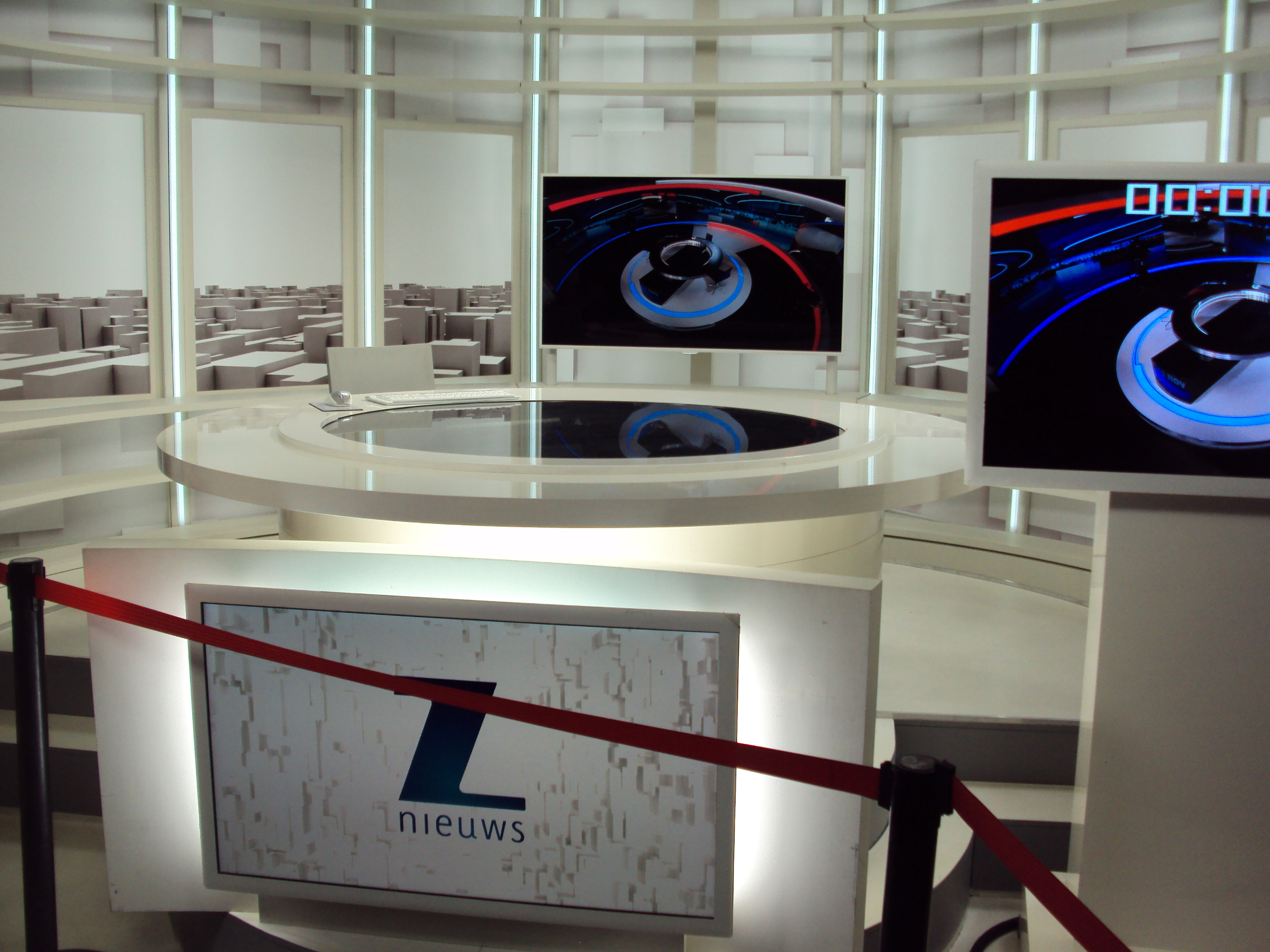
Voormalige opnamestudio van Z-Nieuws

De hoofdmoot van hun programmatie is een journaal met aansluitend beursgesprek dat in een loop iedere 30 minuten herhaald wordt. Andere programma's geven onder andere tips over persoonlijke geldzaken (Geld & Recht), of meer informatie over wat een notaris precies doet (Bij de Notaris).
Tijdens het weekend ontvangen Knack en Trends, beide tijdschriften van moederbedrijf Roularta, in een eigen programma, respectievelijk Knack TV en Trends TV, mensen die een rol spelen in de actualiteit. Zowel politiek als economie komen aan bod.
Tijdens alle programma's loopt er onderaan het scherm een balk mee waarop de laatste beurskoersen van de belangrijkste aandelen, de koersen van de beursindexen en de hoofdpunten van het journaal te zien zijn.

## Structuur
Trends Z worden beheerd door de nv Belgian Business Television (BBT), dat deel uitmaakt van de Roularta Media Group. De redactie zetelt aan de Luchthavenlaan 22 te Vilvoorde.

### Redactie
| Tijdspanne  | Hoofdredacteur Trends Z (Vlaams) |
| ----------- | -------------------------------- |
| 1999 - 2003 | Dirk Selleslagh                  |
| 2002 - 2003 | Johan Op de Beeck                |
| 2003 - 2006 | Jozef Vangelder                  |
| 2006 - 2008 | Raf Pauwels                      |
| ...         |                                  |
| 2010        | Jos Grobben                      |
| 2018 - ?    | Kris Vera                        |
| 2020 - ?    | Wim Verhoeven                    |

| Tijdspanne | Hoofdredacteur Trends Z (Frans) |
| ---------- | ------------------------------- |
| 2006 - ?   | Séverine Cirlande               |
| 2010 - ?   | Amid Faljaoui                   |
| 2020 - ?   | Wim Verhoeven                   |

## Bekende (oud-)medewerkers
- Suyin Aerts
- Jeroen Bernaers
- Alexandre Binamé
- Séverine Cirlande
- Eva Clockaerts
- Hilde De Baerdemaeker
- Dorian de Meeûs[16]
- Jan De Meulemeester[17]
- Geert Dewaele[18]
- Ilse De Vis[19]
- Ilse De Winne
- Marjan Duchesne[20]
- Amid Faljaoui

- Ianka Fleerackers
- Jelle Frencken
- Véronique Goossens[21][22]
- An Goovaerts
- Jos Grobben
- An Hofman
- Hans Maertens
- Johan Op de Beeck
- Raf Pauwels
- Jean-Albert Pilloy[23]
- Gui Polspoel
- Thierry Roman

- Dirk Selleslagh
- Thomas Siffer
- Georges terryn
- Rik Van Cauwelaert
- Joris Vanderpoorten
- Jozef Vangelder
- Francesca Vanthielen[24]
- Ellen Vermorgen
- Kris Vera
- Eva Verbist
- Lynn Wesenbeek[25]
- Stijn Wuyts

Geschiedenis van de Vlaamse televisie
Lijst van televisiekanalen in Franstalig België